# Kurt Vermehren
Kurt Wilhelm Vermehren (* 28. August 1885 in Lübeck; † 2. Oktober 1962 in Tegernsee bei einem Autounfall) war ein deutscher Rechtsanwalt.

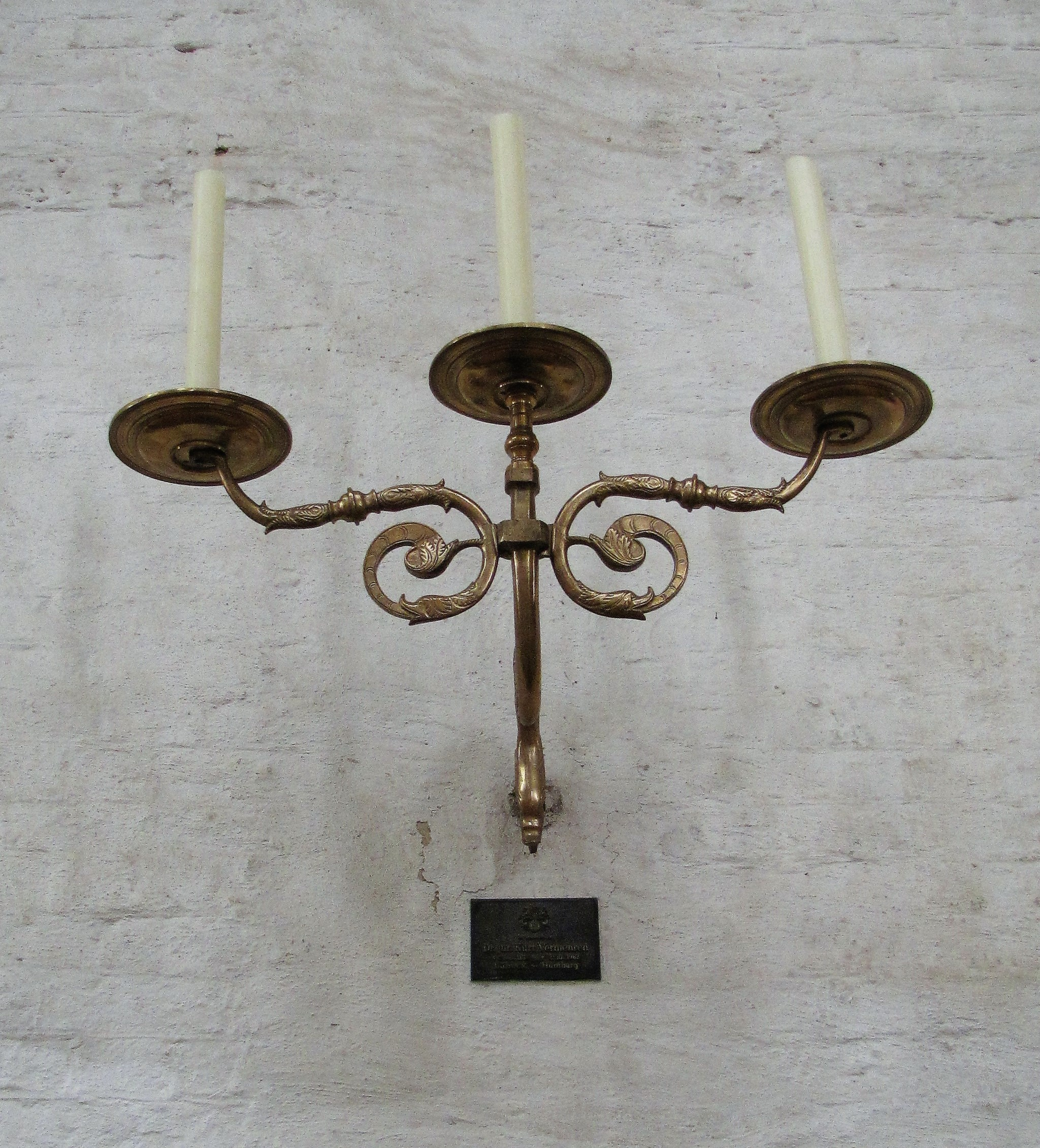
Leuchter zur Erinnerung an Kurt Vermehren in der Lübecker Marienkirche

## Leben
Kurt Vermehren stammte aus einer Lübecker Familie, deren Stammvater um 1580 während des Achtzigjährigen Krieges aus Zaventem in Flandern als Exulant nach Lübeck gekommen war. Sein Vater war der Senator Julius Vermehren; seine Mutter Isabell, geb. Nölting (1862–1956), war die Tochter von Carl Georg Nölting (1822–1889) und Marie Auguste Angelika, geb. Schultze (1833–1914). Nach dem Besuch des Katharineums zu Lübeck bis Ostern 1904 studierte er Rechtswissenschaften an der Universität Göttingen, vor allem bei Georg Detmold (1850–1917), und wurde hier 1910 zum Dr. jur. promoviert. In seiner Studienzeit gehörte er zu den Mitbegründern der Akademischen Freischar, einer von der Jugendbewegung geprägten Alternative zu den herkömmlichen Studentenverbindungen.
Er absolvierte sein Referendariat in Lübeck und eröffnete hier eine Praxis als Rechtsanwalt insbesondere für Zivil-, Ehe- und Vertragsrecht, die er 1922 nach Hamburg verlegte.
Im August 1914 heiratete er Wilhelmine Petra Schwabroch, die Tochter des Possehl-Teilhabers Konsul Johannes Schwabroch (1863–1945) und seiner Frau Friederike (1865–1952). Das Paar hatte drei Kinder: Michael (1915–2010), Isa (1918–2009) und Erich (1919–2005). Seit den 1930er Jahren lebte das Ehepaar getrennt, Petra Vermehren zog 1933 nach Berlin und arbeitete als Journalistin, zunächst in der außenpolitischen Redaktion des Berliner Tageblatts, ab 1937 als Auslandskorrespondentin in Athen und ab 1941 in Lissabon.
Nachdem sein Sohn Erich Vermehren, der als Diplomat, aber eigentlich als Agent der Abwehr, die in Istanbul von einem Freund der Familie, Paul Leverkuehn, geleitet wurde, stationiert war, Anfang 1944 mit seiner Frau zu den Briten übergelaufen war, wurde die Familie Vermehren unter einem Vorwand nach Potsdam gelockt, wo sie zunächst in einem Hotel unter Hausarrest gestellt und dann im Zuge der „Sippenhaft“ interniert wurde. Kurt, Petra und Michael Vermehren wurden in das KZ Sachsenhausen eingeliefert. Isa Vermehren überlebte den Aufenthalt in den Konzentrationslagern Ravensbrück, Buchenwald und Dachau. Auch die Wohnung und die Konten von Kurt Vermehren wurden von der Gestapo beschlagnahmt.
Am 15. April 1945 wurden Kurt, Petra und Michael Vermehren auf Weisung des Reichssicherheitshauptamtes aus dem KZ Sachsenhausen entlassen. Kurt Vermehren kehrte nach Hamburg zurück und baute nach dem Ende des Krieges seine Praxis dort neu auf.
1953 heiratete Vermehren in zweiter Ehe Elisabeth Michelsen, verwitwete von Lilien, mit der er eine weitere Tochter hatte: Beate (* 11. Februar 1954 in Hamburg).

## Wirken

### Kunstförderung
In den 1920er Jahren gehörte Vermehren zu einem Kreis von etwa einem Dutzend Lübecker Kunstfreunden, die mit ihren großzügigen Spenden es dem Museumsdirektor Carl Georg Heise ermöglichten, in großem Umfang moderne Kunst für das Behnhaus zu erwerben. Die meisten dieser Kunstwerke gingen jedoch im Lauf der Aktion Entartete Kunst für Lübeck verloren. Zu den bis heute erhaltenen Stücken zählt Hans Schwegerles Porträtbüste Thomas Manns, die er im Juli 1919 in sechs Exemplaren in Bronze anfertigte. Sie kam 1921 als Geschenk Kurt Vermehrens in die Sammlung des Behnhauses und befindet sich heute im Buddenbrookhaus.

### Hamburg-Lübeck Gesellschaft
Kurt Vermehren war in der Zeit der Weimarer Republik ein glühender Verfechter der Idee eines Nordstaats, der aus dem Zusammenschluss der beiden Freien Reichsstädte Hamburg und Lübeck im Rahmen der seit 1919 diskutierten Neuordnung des Reichsgebietes hervorgehen sollte.  Der Zusammenschluss wurde von Wirtschaftskreisen befürwortet, um so die grundlegenden Strukturprobleme lösen zu können, die darauf beruhten, dass der sowohl Hamburg als auch Lübeck umgebende Flächenstaat Preußen diese seit dem Ersten Weltkrieg in ihrer Entwicklung behinderte. Besonders Hamburg fehlten Flächen für die Hafenentwicklung und den Wohnungsbau. Dazu wurde nach Vorbereitungen 1926 im Jahr 1927 die Gesellschaft zur Förderung gemeinsamer Interessen Hamburgs und Lübecks e. V., kurz Gesellschaft Hamburg-Lübeck genannt, gegründet. In dieser hatten sich Hamburger und Lübecker Kaufleute mit Unterstützung der Handelskammern beider Städte verbunden. Der Verwaltungsrat der Gesellschaft wurde mit namhaften Unternehmern sowie den Syndici der Handelskammern beider Städte unter dem Vorsitz des Hamburger Bankiers Max Warburg besetzt. Kurt Vermehren wurde zum Geschäftsführer der Gesellschaft bestellt.
Die Regierungen beider Stadtstaaten befürworteten die Vorgehensweise und traten dem Verein 1929 bei, so dass beide Bürgermeister fortan ebenfalls im Verwaltungsrat vertreten waren. Vermehren erstellte 1929 auf Anregung des Hamburger Bürgermeisters Carl Wilhelm Petersen eine Denkschrift „Die engere Verbindung als Gesamtproblem“.
1930 ergriff Preußen erstmals die Initiative und begann bilaterale Verhandlungen mit Hamburg und Bremen. In diesen Gesprächen ließen Vertreter Preußens durchblicken, dass eine weitergehende Kooperation zwischen Hamburg und Lübeck nicht im Interesse Preußens und seiner Seehafenpolitik sei. In diesem Zusammenhang spielte bei der preußischen Staatsregierung auch die Sorge mit, dass es den beiden einflussreichen Stadtstaaten gelingen könne, zu seinen Lasten eine territoriale Verbindung herzustellen und so zum Flächenstaat zu avancieren. Die Aktivitäten der Gesellschaft Hamburg-Lübeck unter Vermehren hatten also innerhalb kurzer Zeit eine diplomatische Aktion Preußens ausgelöst. Im April 1930 legte Vermehren dem Verwaltungsrat eine weitere Denkschrift vor. Diese Denkschrift Hamburg-Lübeck über die Konstruktion des Landes Hamburg-Lübeck, Lübecks Stellung im Lande Hamburg-Lübeck und Anderweitige Einflüsse auf Lübecks Stellung war bereits mit dem Entwurf einer Verfassung des neuen Bundeslandes versehen, der aus der geltenden Hamburger Verfassung abgeleitet worden war. Am 7. Februar 1931 veröffentlichten die SPD-Fraktionen beider Städte im Lübecker Volksboten und im Hamburger Echo für die Bevölkerung unvorbereitet Erklärungen, mit dem sie zu einem Zusammenschluss beider Städte aufriefen, obwohl sich Julius Leber als Chefredakteur der polarisierenden Wirkung dieses Vorgehens bewusst war. Daraufhin sprach sich die dem Hanseatischen Volksbund verbundene konservative Presse Lübecks, der Generalanzeiger, für einen Anschluss Lübecks an Preußen aus und die Verhandlungen mit Hamburg gerieten trotz entschiedener Bemühungen Vermehrens ins Stocken. Der Syndikus der Handelskammer zu Lübeck Rudolf Keibel, selbst Bürgerschaftsabgeordneter des Hanseatischen Volksbundes, unterstellte Vermehren, die Veröffentlichung lanciert zu haben. Die Verhandlungen zwischen den eingesetzten Staatskommissaren Hans Ewers und Adolph Schönfelder über den Entwurf eines Staatsvertrages fuhren sich fest. Vermehren versuchte, diesen Zustand durch Referate zu Themenkomplexen aufzubrechen, aber im Frühherbst 1931 stellten beide Staatskommissare ihre Arbeit unter anderem auch wegen fehlender Zuarbeit aus den Verwaltungen ein. 1932 beschloss der Lübecker Senat, die Verhandlungen mit Hamburg auszusetzen und mit Preußen zu verhandeln. Damit war das Ende der von Rechtsanwalt Vermehren geführten Gesellschaft Hamburg-Lübeck genauso besiegelt wie der Gedanke an das Zusammengehen überhaupt. Das Groß-Hamburg-Gesetz, das 1937 das Gebiet der Stadt Hamburg vergrößerte, machte das Zusammengehen beider Städte vollends obsolet.

### HaFraBa
Ein weiterer Mandatskomplex Kurt Vermehrens war der HaFraBa e. V. Für den Verein zur Vorbereitung der Autostraße Hansestädte–Frankfurt–Basel war er als Syndikus tätig. Der Verein wurde 1926 als Verein zum Bau einer Straße für den Kraftwagen-Schnellverkehr von Hamburg über Frankfurt a.M. nach Basel von Straßenbaufirmen unter der Führung von Robert Otzen gegründet und projektierte eine Autobahnverbindung von Hamburg über Hannover und Frankfurt am Main nach Basel (und dann weiter durch die Schweiz nach Genua). Die damals geplante Trasse entspricht in etwa dem Verlauf der heutigen Autobahn A 5 und dem nördlichen Teil der A 7.
Am 31. Mai 1928 wurde der Verein umbenannt in Verein zur Vorbereitung der Autostraße Hansestädte–Frankfurt–Basel, um auch die Hansestädte Bremen und Lübeck in die Planungen einbeziehen zu können.
Als Finanzierung war eine Mautlösung vorgesehen, mit der die Nationalsozialisten sich jedoch nicht anfreunden konnten. 1933 wurde das Projekt jedoch im Zuge des Arbeitsbeschaffungsprojekts der Reichsautobahnen abgewandelt weiter verfolgt.

### Anastasia-Prozesse
Besonders bekannt wurde Kurt Vermehren durch die Übernahme des Mandats für Anna Anderson in den Prozessen, die 1970 zur Anastasia-Entscheidung des Bundesgerichtshofs führten. Von 1938 bis zu seinem Tod vertrat er sie gemeinsam mit seinem Anwaltskollegen Paul Leverkuehn bei ihren letztlich vergeblichen Versuchen, ihren Anspruch, die Zarentochter Anastasia zu sein, gerichtlich durchzusetzen. Leverkuehn & Vermehren waren durch Andersons amerikanischen Anwalt Edward Huntington Fallows (1865–1940) mit ihrer Vertretung vor deutschen Gerichten betraut worden. Fallows seinerseits hatte das Mandat durch Vermittlung der Andersonvertrauten Xenia Georgijewna Romanowa und Gleb Botkin (1900–1969), dem Sohn des letzten Leibarztes der Zarenfamilie Jewgeni Sergejewitsch Botkin, erhalten und gemeinsam mit Anna Anderson die Holding Investments Incorporated of Delaware (später Grandanor Corporation) als Kapitalgesellschaft für die Prozessfinanzierung und Rechteverwertung errichtet. Über diese Gesellschaft wurden amerikanische Kapitalanleger eingeworben, die am Romanowvermögen partizipieren wollten. In zahlreichen Prozessen fochten Leverkuehn und Vermehren Erbansprüche des Hochadels auf westeuropäisches Romanow-Vermögen an, der in diesen Auseinandersetzungen von dem Hamburger Anwalt Günther von Berenberg-Gossler vertreten wurde.

## Schriften
- Widerspruch zwischen Anwalt und Partei im Anwaltsprozeß. Rahtgens, Lübeck 1910 (zugleich Göttingen, Jur. Diss. v. 30. Nov. 1910)
- Unterelbefragen und Lübeck. In: Lübeckische Blätter 1932, S. 557 ff.
- Des Herzogs rätselvolle Reise. In: Die Zeit, Nr. 50/1960